# Neznělá labiodentální frikativa
Neznělá labiodentální frikativa je souhláska, která se vyskytuje v mnoha jazycích. V mezinárodní fonetické abecedě se označuje symbolem f, číselné označení IPA je 128, ekvivalentním symbolem v SAMPA je f.

## Charakteristika
- Způsob artikulace: třená souhláska (frikativa). Vytváří se pomocí úžiny (konstrikce), která se staví do proudu vzduchu, čímž vzniká šum – od toho též označení úžinová souhláska (konstriktiva).
- Místo artikulace: retozubná souhláska (labiodentála). Úžina se vytváří mezi horními zuby, při artikulaci se dolní ret dotýká horních zubů.
- Znělost: neznělá souhláska – při artikulaci jsou hlasivky v klidu. Znělým protějškem je v.
- Ústní souhláska – vzduch prochází při artikulaci ústní dutinou.
- Středová souhláska – vzduch proudí převážně přes střed jazyka spíše než přes jeho boky.
- Pulmonická egresivní hláska – vzduch je při artikulaci vytlačován z plic.

## V češtině
V češtině se tato hláska zaznamenává písmenem F, f.
Jako samostatný foném se /f/ v domácích slovech využívá zcela výjimečně, hlavně v citoslovcích (uf, haf), příp. ve slovech jako foukat, doufat, zoufat. Vyslovované [f] je v češtině obvykle neznělou realizací (alofonem) psaného /v/, např. lev [-f], vsadit [f-].